# Dołhobyczów (gromada)
Dołhobyczów – dawna gromada, czyli najmniejsza jednostka podziału terytorialnego Polskiej Rzeczypospolitej Ludowej w latach 1954–1972.
Gromady, z gromadzkimi radami narodowymi (GRN) jako organami władzy najniższego stopnia na wsi, funkcjonowały od reformy reorganizującej administrację wiejską przeprowadzonej jesienią 1954 do momentu ich zniesienia z dniem 1 stycznia 1973, tym samym wypierając organizację gminną w latach 1954–1972.
Gromadę Dołhobyczów z siedzibą GRN w Dołhobyczowie utworzono – jako jedną z 8759 gromad na obszarze Polski – w powiecie hrubieszowskim w woj. lubelskim na mocy uchwały nr 8 WRN w Lublinie z dnia 5 października 1954. W skład jednostki weszły obszary dotychczasowych gromad Kadłubiska, Dołhobyczów wieś, Dołhobyczów kol., Podhajczyki i Zaręka ze zniesionej gminy Dołhobyczów w powiecie hrubieszowskim oraz obszary dotychczasowych gromad Wólka Poturzyńska i Witków ze zniesionej gminy Poturzyn w powiecie tomaszowskim w tymże województwie. Dla gromady ustalono 18 członków gromadzkiej rady narodowej.
1 stycznia 1960 do gromady Dołhobyczów włączono obszar zniesionej gromady Oszczów w tymże powiecie.
1 stycznia 1963 do gromady Dołhobyczów włączono kolonię Karczunek z gromady Kryłów w tymże powiecie.
Gromada przetrwała do końca 1972 roku, czyli do kolejnej reformy gminnej. 1 stycznia 1973 w powiecie hrubieszowskim reaktywowano gminę Dołhobyczów.